# Хајгенсов принцип
Хајгенсов принцип јесте принцип који се односи на простирање таласа кроз средину. Према овом принципу, свака честица средине на коју наилази неки талас постаје извор сферних таласа. 

## Опште одлике принципа
Резултујући таласни фронт је у ствари обвојница појединачних сферних таласа.
Очигледно је да је у случају простирања сферних таласа резултујућа обвојница облика сферног таласа. У случају да је номинални талас раван онда ће и обвојница сферних таласа бити права линија која одговара равном таласу. 
Уколико раван талас простирући се кроз неку средину наиђе на препреку са прорезом онда пролазећи кроз прорез таласи престају да буду равни. Наиме, око сваке тачке у прелазној линији према Хајгенсовом принципу настају сферни таласи, а резултујући талас настаје као обвојница око мноштва претходно поменутих сферних таласа.

## Примена
Хајгенсов принцип се користи за објашњавање одбијања и преламања таласа. Значајну примену налази и генерално у објашњавању таласа и начина њиховог простирања кроз различите средине.